# Hairpin-Technologie

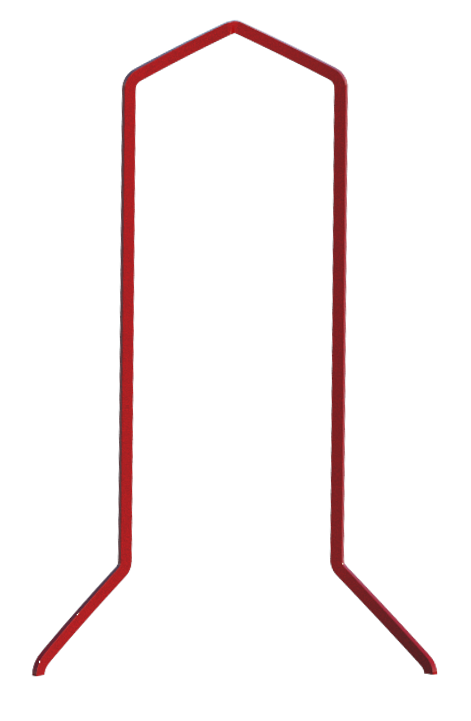
Kupferflachdraht in typischer Hairpin-Geometrie

Die Hairpin-Technologie ist eine Wickeltechnologie für Statoren in elektrischen Motoren und Generatoren. Sie findet insbesondere bei Traktionsmotoren für Elektrofahrzeuge Anwendung. In Abgrenzung zur Spulenwickeltechnik basiert die Hairpin-Technologie auf Steckspulen, welche in die Statornuten des Blechpakets eingefügt werden. Diese Steckspulen, so genannte Hairpins, bestehen aus U-förmig gebogenen lackierten Kupferflachdrähten und ähneln in ihrer Geometrie Haarnadeln (engl. Hairpins).
Gemeinhin werden unter Hairpins Steckspulen in U-Geometrie verstanden. Neben Hairpins in U-Geometrie zählen auch die sogenannte I-Pin-Technologie sowie das Konzept der Wellenwicklung (Continuous Hairpin) zu den Verfahren der Steckspulen-Technologien.
Bei U-Pins handelt es sich um einseitig geschränkte und verschweißte Wicklungen (1× Lead-Site), wobei der Wickelkopf auf der gegenüberliegenden Seite durch die End-turns der Hairpins gebildet wird. Die U-Topologie hat eine hohe Technologiereife und ermöglicht sowohl komplexe Wickelschemata als auch eine reduzierte Schweißpunktanzahl. Im Vergleich zur I-Pin-Technologie sind jedoch komplexe Biege- und Twistvorgänge nötig.
I-Pins bestehen aus geradlinigen Kupferflachdrahtelementen, welche in die Statornuten eingesetzt, beidseitig geschränkt und abschließend verschweißt werden müssen (2× Lead-Site). Vorteilhaft ist der Entfall kostenintensiver Biegevorgänge und die hohe Technologiereife. I-Pins haben jedoch eine beidseitig erhöhte Wickelkopfhöhe und benötigen zur Kontaktierung eine hohe Anzahl an Schweißpunkten.

Bei dem Konzept der Wellenwicklung werden sogenannte Wickelmatten hergestellt und anschließend von innen in das Blechpaket eingeführt. Die Wicklung ist einseitig und nur teilweise verschweißt (1× Lead-Site). Nützlich ist die beidseitig geringe Wickelkopfhöhe und die im Vergleich zur U- und I-Pin-Technologie deutlich geringeren Aufwände in der Kontaktierung. Nachteilig sind jedoch die erhöhten Verluste, die durch das Nutöffnungsdesign entstehen können. Durch die kontinuierliche Hairpinwicklung haben die Biege-/ Montagevorgänge eine deutlich höhere Komplexität.

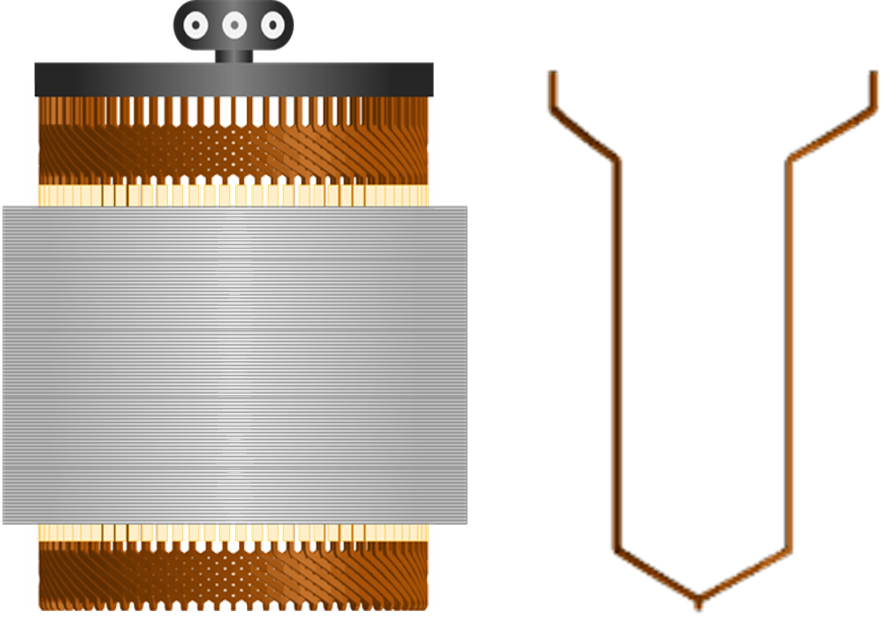
U-Hairpin
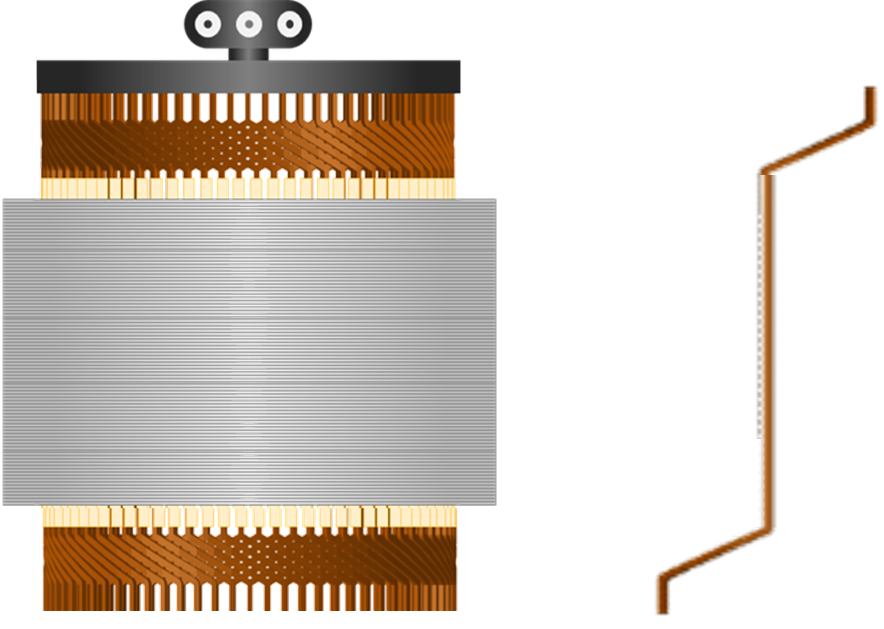
I-Hairpin
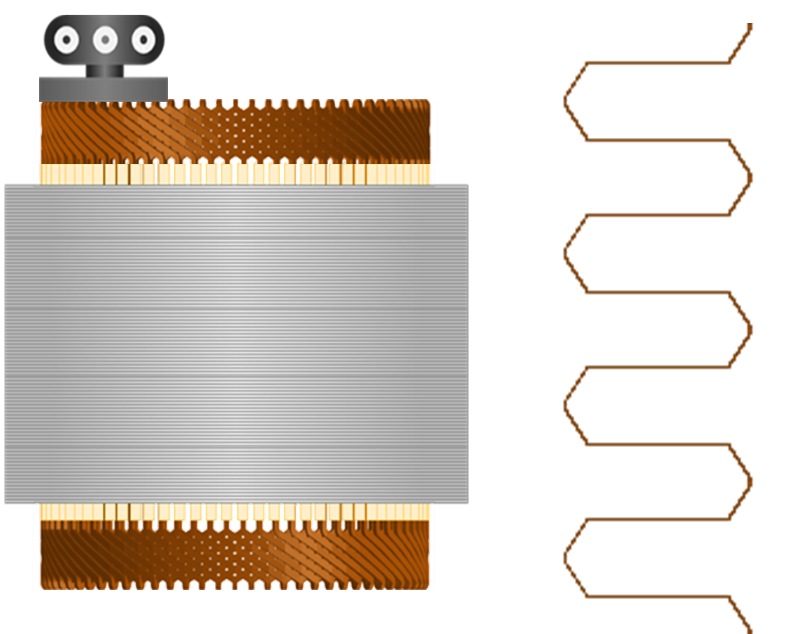
Kontinuierliche Hairpinwicklung

## Aufbau eines Hairpin-Stators

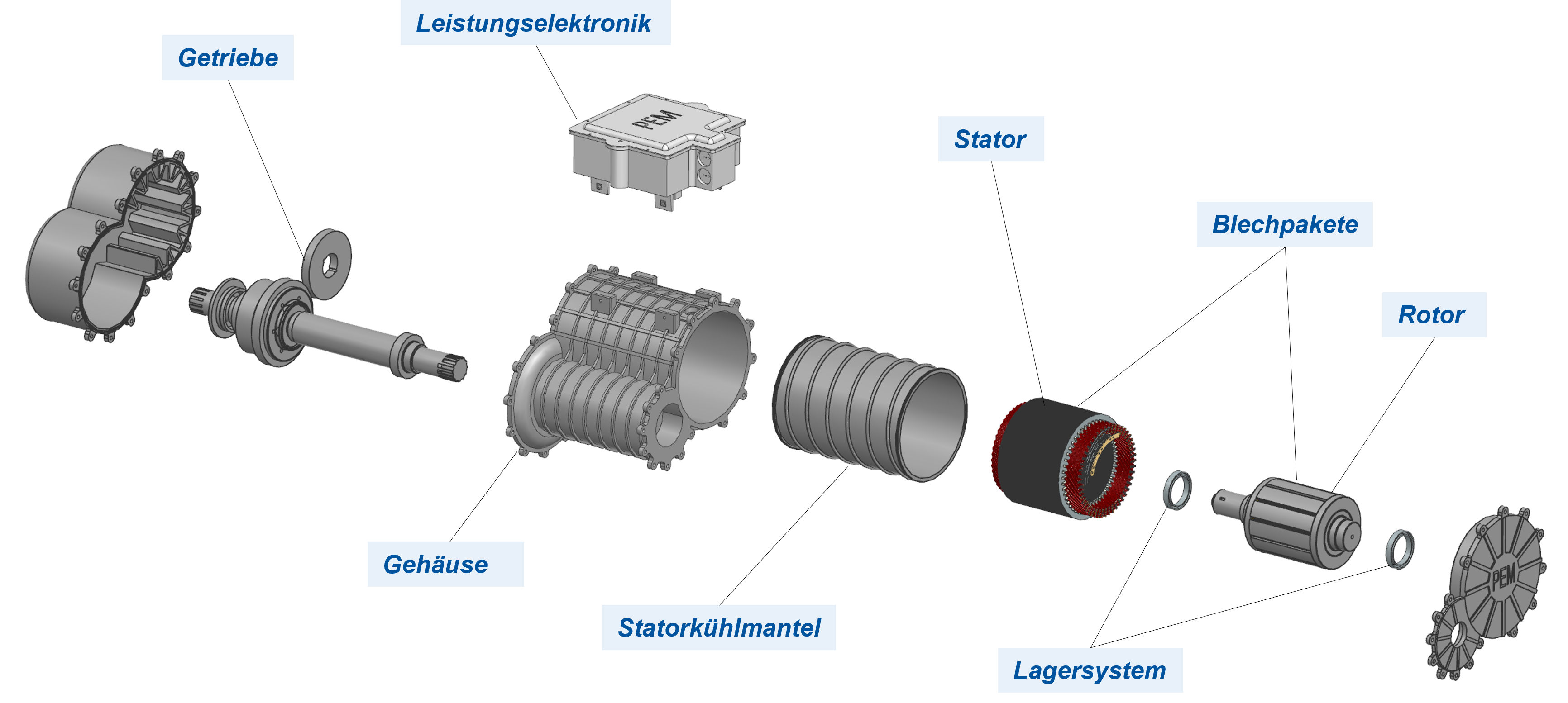
Explosionsansicht eines Elektromotors

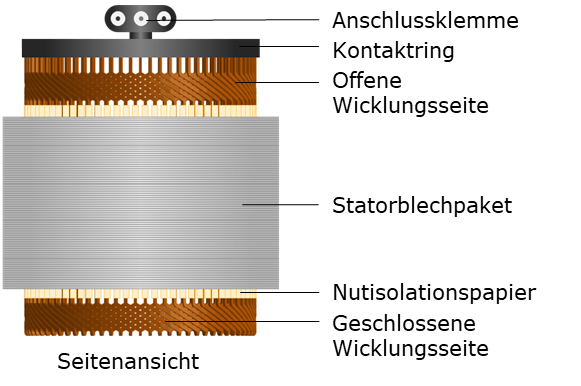
Schematischer Aufbau eines Hairpin-Stators

Der Aufbau eines Hairpin-Stators unterscheidet sich zu herkömmlichen Statoren lediglich in der Art des Wicklungssystems – die weiteren Komponenten des Stators bleiben weitestgehend unverändert. So besteht das Blechpaket aus einer Vielzahl dünner isolierter Einzelblechlagen. Auch das Gehäuse bleibt grundsätzlich unverändert. Der Wickeldraht wird im Hairpin-Stator durch Steckspulen substituiert, welche im Vergleich zu Runddraht eine bessere Passform in der Nutgeometrie aufweisen. Die Realisierung des Wickelschemas erfolgt durch einen Schränk- und anschließenden Schweißprozess. Im Gegensatz zu herkömmlich gewickelten Statoren erfolgt neben dem Imprägnierprozess ein zusätzlicher Isolationsprozess der Hairpin-Enden. Weitere Bestandteile der Statorbaugruppe stellen das Nutgrundpapier sowie die Anschlussklemme zur Verschaltung der Wicklung dar, über die der Dreiphasenwechselstrom in das System eingebracht wird. Hairpin-Statoren können unabhängig von der Motor-Topologie eingesetzt werden.

## Vorteile der Hairpin-Statortechnologie
Die Vor- und Nachteilhaftigkeit eines Hairpin-Stators ist stark anwendungsgebunden. Deterministische Montageprozesse, ein gutes Drehzahl-Drehmoment-Verhalten und hohe Füllfaktoren haben die Hairpin-Technologie in den letzten Jahren mehr und mehr in den Fokus der Automobilindustrie gerückt. Darüber hinaus geht von der Hairpin-Technologie ein hohes Automatisierungspotential aus, welches sich mittelfristig in geringeren Taktzeiten, steigenden Stückzahlszenarien und damit sinkenden Produktionskosten niederschlagen kann.
Zur Sicherstellung der Funktionserfüllung insbesondere bei Traktionsantrieben besteht eine große Herausforderung der Hairpin-Technologie in der Gewährleistung adäquater Prozesssicherheit. So stellen insbesondere Biege- und Schweißprozesse eine Herausforderung dar. Im Falle des Biegeprozess sind Anforderungen an eine unbeschädigte Isolierung sowie eine exakte Geometrie zu erfüllen. Eine fehlerhafte Schweißkontaktierung kann zu elektrischen Verlusten führen, welche in der Funktionsunfähigkeit des Stators enden können.
Wesentliche Zielgrößen bei der Auslegung von Statoren liegen in einem hohen Nutfüllfaktor und einer geringen Wickelkopfgröße. Der Nutfüllfaktor eines Hairpin-Stators erreicht aufgrund des rechteckigen und vergrößerten Leiterquerschnitts ca. 73 % und liegt somit deutlich über dem eines mit klassischen Wickelverfahren produzierten Stators (ca. 45–50 %). Geringere Wickelkopfgrößen führen zu einem Anstieg des anteiligen Aktivmaterials im Stator, also dem Anteil des Wicklungssystems, welcher der Leistungserzeugung dient. Der vergleichsweise große Querschnitt von Kupferflachdrähten wie sie in der Hairpin-Technologie zum Einsatz kommen führt einerseits zu höheren Kupferfüllfaktoren, hat jedoch auch Implikationen auf elektrische Verluste, beispielsweise durch Stromverdrängungseffekte wie den Skin-Effekt, welcher insbesondere bei hohen Frequenzen auftritt.

## Fertigung von Hairpin-Statoren
Bei der Hairpin-Prozesskette handelt es sich um ein indirektes Verfahren zur Wicklungsherstellung. Aufgrund des massiven Leiterquerschnitts werden die Hairpins bereits vor dem Montageprozess zur Einbringung der Steckspulen in das Blechpaket in ihrer Geometrie angepasst. Hierbei nutzt man im Gegensatz zur herkömmlichen Statorproduktion, bei welchem wickelbasierte Montageverfahren vorherrschen, ein umformbasiertes Montageverfahren.
Die Herstellung eines Hairpin-Stators lässt sich in 5 Abschnitte und 15 Produktionsschritte (PS) unterteilen:

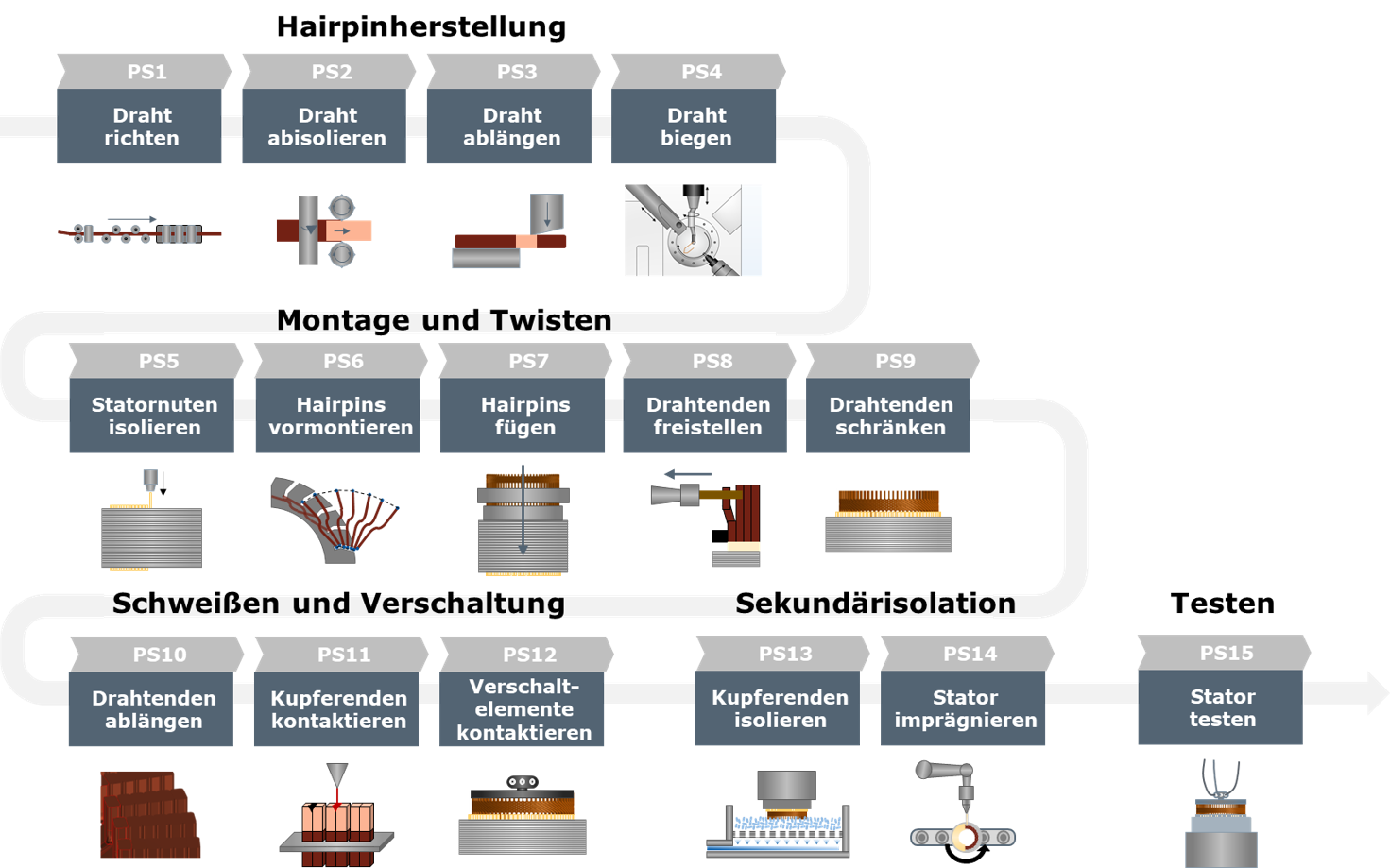
Prozesskette einer Hairpin-Stator Fertigung

### Hairpinherstellung
Im ersten Prozess wird der meist bereits lackierte Kupferflachdraht kontinuierlich abgewickelt und mehrstufig gerichtet, um Restkrümmungen und Eigenspannungen zu reduzieren. Da in einem späteren Prozessschritt die Kupferenden der einzelnen Hairpins miteinander verschweißt werden, erfolgt nach dem Richtvorgang eine partielle Abisolation des Hairpin-Drahts. Hierbei finden sowohl laserbasierte- als auch mechanische Verfahren Anwendung. In Abhängigkeit von der gewünschten Hairpin-Geometrie, wird der Hairpin-Draht mithilfe eines Schneidprozesses abgelängt und gebogen. Die Reihenfolge von Biege- und Ablängoperation kann hierbei variieren. Hairpins werden in eine dreidimensionale Geometrie umgeformt. Dieser Prozess erfolgt entweder einstufig mithilfe spezieller CNC-Biegeanlagen oder mehrstufig, indem ein Gesenkbiegeprozess auf einen Schwenkbiegeprozess folgt.

### Montage und Twisten
Da eine Direktmontage der Hairpins in das Blechpaket durch Überdeckungen der Wickelkopfgeometrie limitiert ist und ein prozesssicheres Einstecken in die Statorbaugruppe gewährleistet sein muss, werden die Hairpins meist in einer sogenannten Montagesonne vormontiert. In Abhängigkeit des Wickelschemas erfolgt die Anordnung der einzelnen Pins in der Vormontage. Ein Hairpin-Stator verfügt über ca. 3–16 verschiedene Hairpin-Geometrien. Parallel zur Vormontage wird in die Statornuten Isolationspapier eingeführt. Dies dient der Trennung von Wicklungssystem und Erdpotential des Blechpakets. Nach vollständiger Vormontage der Hairpins wird der gesamte Hairpinkorb (auch Hairpin-Nest genannt) mithilfe eines Vielfachgreifsystems axial in das Blechpaket eingeführt. Aufgrund sehr geringer Toleranzen werden Hairpins im Ablängprozess teilweise mit Fasen versehen – auch die Nutzung von Positionierhaltern erfolgt im Bedarfsfall.
In Abhängigkeit des Wickelschemas werden die Hairpin-Enden je Lage gegeneinander verschränkt. Dieser Prozess wird auch als Twist-Prozess bezeichnet. Neben der Drehbewegung erfolgt eine Bewegung des Montagewerkzeugs in axialer Richtung. Damit einem Schränkwerkzeug axialer Zugang gewährleistet ist, müssen die Hairpin-Enden in einem vorbereitenden Schritt radial freigestellt werden.

### Schweißen und Verschaltung
Nun benachbarte Hairpin-Enden werden gemäß Schaltplan miteinander kontaktiert. In der Regel wird hierzu ein Laserschweißverfahren eingesetzt, welches die Hairpin-Enden aufschmelzt und stoffschlüssig miteinander verbindet. Während des Schweißvorgangs sollte auf homogene Schweißnahtgeometrien sowie eine Minimierung des thermischen Eintrags in die Hairpins geachtet werden. Um reproduzierbare Schweißstrategien verfolgen zu können, liegt eine besondere Herausforderung in der Schaffung einer gleichbleibenden Schweißausgangssituation. Höhen- und Lateralversatz der Hairpin-Enden zueinander können dafür sorgen, dass Schweißfehler entstehen. Um dem entgegenzuwirken, werden in Abhängigkeit der Toleranzen vorgelagerter Prozesse teilweise Korrekturprozesse eingesetzt.
Zur Realisierung von Phasensprüngen und dem Wicklungsanschluss werden anschließend Verschaltelemente oder -baugruppen mit den geschweißten Hairpin-Enden verbunden. Dieser Prozess erfolgt meist ebenfalls durch einen Laserschweißprozess. Beispiele für Verschaltelemente sind Kontaktringe, Steckbrücken, Anschlussklemmen und sogenannte Jumper.

### Sekundärisolation
Nach der Verschaltung werden im letzten Schritt die verschweißten Kupferenden isoliert sowie der Stator imprägniert. Die Isolierung der Kupferenden erfolgt meist durch Pulverbeschichtung oder die Applikation von Gießharzen auf Polyurethan-Basis. Verwendet werden hierzu für gewöhnlich Tränk-, Träufel- oder Vollvergussprozesse. Die Imprägnierung erfolgt analog zu Imprägnierprozessen bei der Herstellung herkömmlich gewickelter Statoren. Die Imprägnierung dient dem Schutz vor thermischen, elektrischen, ambienten und mechanischen Einflüssen. Meist werden zur Imprägnierung Tauch- oder Träufelverfahren genutzt.

### Testen
In Abhängigkeit der Prozess- und Produktgestaltung erfolgt eine Vielzahl von Tests entlang des gesamten Produktionsprozesses. Im Rahmen der End-of-Line Prüfung liegt der Fokus auf der Sicherstellung funktions- und sicherheitsrelevanter Eigenschaften des Stators. Übliche Testumfänge im Rahmen der Hairpin-Stator-Produktion sind:
- Teilentladungsprüfung[6]
- Stoßspannungsprüfung[7]
- Widerstandsprüfung[6]
- Geometrische Prüfung[8]

## Hairpin-Technologie in der Automobilindustrie
Die Hairpin-Technologie findet in den letzten Jahren immer mehr Anwendung in der Automobilindustrie. Insbesondere der Volkswagen-Konzern setzt bei seinen Elektrofahrzeugen der neuesten Generation auf die Hairpin-Technologie. Hierzu zählen neben den Volkswagenmodellen ID.3 und ID.4 auch der Audi e-tron GT und der Porsche Taycan. Mit der Einführung des iX3 verbaut auch BMW erstmals Hairpin-Statoren in den Motoren seiner Elektrofahrzeuge. 2021 veröffentlicht General Motors eine neue Motorenpalette, welche aus drei Hairpin-Motoren verschiedener Leistungsklassen besteht. Darunter befindet sich auch ein 64-kW ASM für Hybridanwendungen sowie ein 255-kW PSM, welcher erstmals 2022 im Hummer EV verbaut wird. Das erste Serienfahrzeug mit Hairpin-Technologie war im Jahre 2012 das Toyota Hybrid-Modell Prius.

## Forschung im Bereich der Hairpin-Technologie
Ein verstärkter Einsatz von Hairpin-Statoren in der Industrie erfordert einen erhöhten Reifegrad der Technologie. Um den Optimierungsprozess der Technologie zu beschleunigen, werden sowohl staatliche als auch industrielle Forschungsprojekte finanziert, welche den Fokus auf die Hairpintechnologie legen. Zu diesen zählen (Forschungsbereich, Konsortialführung):
- Pro-E-Traktion (Produktion, BMW AG)[15][16][17]
- HaPiPro2 (Produktion, PEM der RWTH Aachen University)[18]
- ALIVE (Produktion, PEM der RWTH Aachen University)[19]
- variTwist (Produktion, PEM der RWTH Aachen University)[20]
- AnStaHa (Produktion, Karlsruher Institut für Technologie)[21]
- IPANEMA (Machine Learning, API Hard- und Software GmbH)[22]
- KIPrEMo (Künstliche Intelligenz, Lehrstuhl FAPS der FAU Erlangen-Nürnberg)[23]
- KIKoSA (Künstliche Intelligenz, Lehrstuhl FAPS der FAU Erlangen-Nürnberg)[24]
- Scale-up E-Drive (Transformations-Hub, PEM der RWTH Aachen University)[25]